# Boris Kurcew
Boris Wiktorowicz Kurcew (ros. Борис Викторович Курцев, ur. 23 lutego 1920 we wsi Niekludowo w obwodzie włodzimierskim, zm. 12 lutego 1967 w Moskwie) – radziecki generał porucznik wojsk pancernych, Bohater Związku Radzieckiego (1945).

## Życiorys
Urodził się w rodzinie chłopskiej. Skończył odzieżowy rabfak (fakultet robotniczy) we Włodzimierzu, w sierpniu 1938 wstąpił ochotniczo do Armii Czerwonej, we wrześniu 1939 uczestniczył w zajmowaniu zachodniej Ukrainy, czyli agresji ZSRR na Polskę. W 1940 ukończył szkołę wojsk pancernych w Charkowie i został dowódcą plutonu czołgów, a w 1941 dowódcą kompanii, po ataku Niemiec na ZSRR walczył w Przemyślu, później na Froncie Zachodnim, potem Północno-Zachodnim i 1 Ukraińskim. W lipcu 1944 brał udział w walkach o Przemyślany, później w walkach na ziemiach polskich, m.in. w operacji wiślańsko-odrzańskiej (w styczniu 1945) jako dowódca 28 pułku czołgów 16 Brygady Zmechanizowanej Gwardii 6 Korpusu Zmechanizowanego Gwardii 4 Armii Pancernej 1 Frontu Ukraińskiego w stopniu majora. Wiosną 1945 wziął udział w operacji berlińskiej i praskiej. W 1949 ukończył Wojskową Akademię Wojsk Pancernych i Zmechanizowanych, a w 1962 Wojskową Akademię Sztabu Generalnego, w 1966 otrzymał stopień generała porucznika wojsk pancernych. Został pochowany na Cmentarzu Nowodziewiczym.

## Odznaczenia
- Złota Gwiazda Bohatera Związku Radzieckiego (10 kwietnia 1945)
- Order Lenina
- Order Czerwonego Sztandaru (trzykrotnie)
- Order Czerwonej Gwiazdy (dwukrotnie)

I medale.